# Downieville (Kalifornia)
Downieville – jednostka oadnicza w USA, w stanie Kalifornia, w hrabstwie Sierra, siedziba władz hrabstwa. Według spisu ludności przeprowadzonego przez United States Census Bureau, w roku 2010 miasto Downieville miało 282 mieszkańców.